# Liste der Baudenkmäler im Südviertel (Essen)
Die Liste der Baudenkmäler im Südviertel (Essen) enthält die denkmalgeschützten Bauwerke auf dem Gebiet von Essen-Südviertel, Stadtbezirk I, in Nordrhein-Westfalen (Stand: Januar 2016). Diese Baudenkmäler sind in der Denkmalliste der Stadt Essen eingetragen; Grundlage für die Aufnahme ist das Denkmalschutzgesetz Nordrhein-Westfalen (DSchG NRW).

| Bild                                                           | Bezeichnung                                                    | Lage                                              | Beschreibung | Bauzeit                | Eingetragen seit   | Denkmal- nummer |
| -------------------------------------------------------------- | -------------------------------------------------------------- | ------------------------------------------------- | --- | ---------------------- | ------------------ | --------------- |
| weitere Bilder                                                 | RUHR Tower                                                     | Am Thyssenhaus 1–3 Karte                          | Das ehemalige Rheinstahl-Hochhaus (später Thyssen und ThyssenKrupp) gehört zu Essens ersten, nach dem Zweiten Weltkrieg errichteten Hochhäusern.                                                           | 1958–1961              | 20. August 2015    | 971             |
| weitere Bilder                                                 | Bismarck-Denkmal                                               | Bismarckplatz Karte                               | | 1899                   | 9. Dezember 1993   | 783             |
| weitere Bilder                                                 | Luisen-Gymnasium                                               | Bismarckstraße 10 Karte                           | heute Haus der Essener Geschichte, das Stadtarchiv Essen | 1906                   | 10. November 1988  | 255             |
| weitere Bilder                                                 | Erlöserkirche                                                  | Friedrichstraße Karte                             | | 1906–1909              | 9. Januar 1986     | 101             |
| Wohnhochhaus                                                   | Wohnhochhaus                                                   | Hölderlinstr. 2 Karte                             | Architekt: Wilhelm Seidensticker | 1954–1955              | 26. November 2019  | 989             |
| Bürogebäude                                                    | Bürogebäude                                                    | Hohenzollernstraße 32 Karte                       | Nach einem Entwurf des Kettwiger Architekten Achim Kubitza für die schwedische Firma Svenska Kullagerfabriken errichtet.                                                                                   | 1956                   | 28. Januar 2020    | 991             |
| weitere Bilder                                                 | Städtischer Saalbau und Philharmonie                           | Huyssenallee 53 Karte                             | | 1949–1954              | 11. März 1999      | 902             |
| Kriegerdenkmal                                                 | Kriegerdenkmal                                                 | Kronprinzenstraße/gegenüber HNr. 35 Karte         | Denkmal für die Gefallenen beider Weltkriege | 1917                   | 9. Dezember 1993   | 785             |
| Verwaltungsgebäude der Emschergenossenschaft                   | Verwaltungsgebäude der Emschergenossenschaft                   | Kronprinzenstraße 24 Karte                        | | 1909–1910              | 14. Februar 1985   | 13              |
| Verwaltungsgebäude Regionalverband Ruhrgebiet                  | Verwaltungsgebäude Regionalverband Ruhrgebiet                  | Kronprinzenstraße 35 Karte                        | | 1929                   | 14. Februar 1985   | 14              |
| Verwaltungsgebäude Ruhrverband                                 | Verwaltungsgebäude Ruhrverband                                 | Kronprinzenstraße 37 Karte                        | Architekten: Georg Metzendorf und J. Schneider | 1921–1923              | 27. April 1995     | 847             |
| weitere Bilder                                                 | Postbank-Hochhaus                                              | Kruppstraße 2 Karte                               | ehemaliges Postscheckamt | 1963–1968              | 18. Februar 2010   | 956             |
| weitere Bilder                                                 | Hochhaus RWE                                                   | Kruppstraße 5 Karte                               | Erste Bau-Planungen im Jahr 1954, gehört zu Essens ersten, nach dem Zweiten Weltkrieg errichteten Hochhäusern; nach Plänen des Architekten Hanns Dustmann mit Steinfassade errichtet, Höhe 82 m, 22 Etagen | 1959–1961              | Mai 2018           |                 |
| Geschäftshaus (Osram-Haus)                                     | Geschäftshaus (Osram-Haus)                                     | Kruppstraße 30 Karte                              | Architekt: Ernst Knoblauch, seit Juli 2020 Hotel | 1928–1929              | 5. August 1987     | 218             |
| Wohnhaus                                                       | Wohnhaus                                                       | Max-Fiedler-Straße 2 Karte                        | | Anfang 20. Jahrhundert | 9. Dezember 1993   | 786             |
| weitere Bilder                                                 | Kirche St. Engelbert                                           | Rellinghauser Straße 87 Karte                     | | 1934–1935              | 9. Dezember 1993   | 787             |
| Bahnhof Essen Süd                                              | Bahnhof Essen Süd                                              | Rellinghauser Straße 175 Karte                    | | 1914                   | 14. April 1988     | 330             |
| weitere Bilder                                                 | Verwaltungsgebäude Ruhrkohle (Steag-Zentrale)                  | Rüttenscheider Straße 1/3 Karte                   | Architekt: Egon Eiermann, 1994 von Kohl:Fromme Architekten für die STEAG AG saniert und erweitert | 1956–1960              | 5. Juni 1992       | 759             |
| weitere Bilder                                                 | Glückaufhaus                                                   | Rüttenscheider Straße 2 / Friedrichstraße 1 Karte | | 1922–1923              | 19. September 1988 | 234             |
| Treppenhaus ehem. Verwaltungsgebäude der ‚Alten Volksfürsorge‘ | Treppenhaus ehem. Verwaltungsgebäude der ‚Alten Volksfürsorge‘ | Rüttenscheider Straße 14 Karte                    | | 1959                   | 29. Juni 2010      | 957             |